# Asima-Mühle
Die Asima-Mühle ist eine industriell eingesetzte Universalmühle zum Fein- und Feinstzerkleinern  einer Vielzahl unterschiedlicher Materialien mit enger Partikelgrößenverteilung.

## Entwicklung
Der Name Asima leitet sich vom Namen des früheren Herstellers „Artur Simon-Maschinenbau“, Köln ab. Sie wurde als Luftstrommühle mit den konstruktiven Grundmerkmalen der Lecher-Mühle entwickelt. Der Rotor und Stator waren zu Beginn zylindrisch, mit einem Eintrag des Produktes von unten. Im Laufe der Entwicklung wurden Rotor und Stator konisch geformt. Dadurch war es möglich, den Mahlspalt in einfacher Weise durch Anheben oder Absenken des Stators zu verändern.
Durch Marktbereinigung kam dieser Mühlentyp dann zum früheren Unternehmen Fellner und Ziegler, Frankfurt, und später zu Krauss-Maffei nach München. Dort wurde die Konstruktion komplett überarbeitet, für den Begriff Asima wurden Schutzrechte erwirkt. Dieser Mühlentyp wird nun von einer Vielzahl von Unternehmen wegen ihrer besonderen Eigenschaften weltweit hergestellt.

## Funktion
Der Rotor mit U-förmigen Mahlwerkzeugen in meist vier Ebenen rotiert in einem Statorgehäuse. Das Statorgehäuse ist gegen Verschleiß durch eine geriffelte Mahlbahn geschützt. Das Mahlgut wird von oben aufgegeben und fällt auf die Deckplatte des Rotors. Beschleunigungswerkzeuge auf der Deckplatte zwingen das aufgegebene Gut durch radiale Beschleunigung in eine Umlaufbahn mit einer Geschwindigkeit von ca. 125 m/s. Die sich durch die vier Ebenen und durch die u-förmigen Mahlwerkzeug bildenden Kammern bewirken eine hohe Geschwindigkeit in den Spalten von Kammer zu Kammer bzw. von Ebene zu Ebene. Dadurch bilden sich Luftwirbel mit erheblich unterschiedlichen Geschwindigkeiten. Durch die Konizität mit ca. 12 Grad wirkt das die Mühle wie ein Ventilator und zwingt die angesaugte Luft und damit auch das Mahlgut von im Durchmesser geringerer Seite auf die im Durchmesser größere Seite. Da der Rotor mit seiner Achse senkrecht steht, wird also das Mahlgut von oben nach unten gefördert. In einem Ringkanal wird im unteren Gehäuseteil das Mahlgut mit der Luft bzw. dem Mahlgas (z. B. N2) aufgefangen und in ein Abscheidegerät z. B. Zyklon oder Filter geleitet.
Durch die Konizität kann der Mahlspalt in einfacher Weise den Anforderungen an das Mahlgut bzw. der gewünschten Feinheit angepasst werden. Durch Mahlringe, besetzt mit den U-förmigen Mahlwerkzeugen, die im Durchmesser geringer gehalten sind, lässt sich z. B. der obere Mahlspalt also der Abstand von Mahlkante der Mahlwerkzeuge zur Mahlbahn größer gestalten. Damit kann dann der Mahlspalt dem Mahlfortschritt angepasst werden. Durch die früher patentierte vorgezogene Mahlkante der U-förmigen Mahlwerkzeuge, wird eine Werkstoffkonzentration im Spalt zwischen den Ebenen vermieden. Diese Mahlwerkzeuge haben sich durchsetzt und werden heute von allen Herstellern derartigen Mühlen (Wirbelstrom und/oder Whirlwindmill) eingesetzt.
Der geringe und einstellbare Mahlspalt ist entscheidend für die zu erzielende Endfeinheit des Mahlgutes. Wird ein Partikelchen mit geringer Masse durch den Rotor radial auf eine bestimmte Geschwindigkeit beschleunigt, so ist der Luftwiderstand im Mahlspalt entscheidend dafür, dass das Partikelchen mit ausreichender Geschwindigkeit auf der Mahlbahn des Stators auftrifft. Bei einem Partikelchen (Zucker) mit ca. 100 µm Körnungsgröße sollte der Mahlspalt bei ca. 0,5 mm eingestellt sein. Nur so kann dann das Partikelchen auf kleiner z. B. 20 µm zerkleinert werden. Entscheidend ist als weiterer Faktor die Geschwindigkeit, Drehzahl, des Rotors. Dieser hängt von der Werkstoffwahl für die Werkzeug-Trägerringe ab und lässt sich nicht beliebig erhöhen.
Bei einer durch die Wahl der höchsten Werkstoffqualität für den Rotor ist die höchste erreichbare Drehzahl festgelegt. Damit kommt für die Feinvermahlung dem Mahlspalt die entscheidende Bedeutung zu.
Durch die hohe Verwirbelung und die unterschiedliche Strömungsgeschwindigkeit zwischen Wirbel und den trennenden Spalten wird eine ausgezeichnete Zerfaserung erreicht.

## Einsatzgebiet
Dieser Mühlentyp eignet sich für die Vermahlung von weichen bis mittelharten (ca. 3,5–4 Mohs) Stoffen. Besonders bewährt hat sich diese Art der Mühle bei der Aufbereitung von Chemikalien (Pestiziden, Drogen, Farbpigmenten etc.), Kunststoffen (Duro- oder Thermoplasten), Mineralien (Kalkstein, Kreide, Gips, Anhydrit, Coating von Füllstoffen etc.), Nahrungsmittel (Zucker, Reis, Gewürze, Trockengemüse, Hafer, Soja, Erdnuss und Kakao zu Brei etc.), Zerfaserung von Zellstoffen, Holz, alten Zeitungen zu Isoliermaterial und in der Gummiindustrie (Selektivmahlung, Abtrennung von Cordfäden etc.).